# 延彩
延彩(1799年—1845年)，字紫筠、子云，号丽峰，清代人物，山西阳城县润城北音村人。“才思敏捷，学富五车”，喜游历四方。

## 生平
1818年嘉庆戊寅科，延彩曾参加乡试未能考中，至1825年考中道光乙酉科，被提拔为贡生，通过捐官获得教谕头衔。三年后，他在道光戊子科考中举人，先后在榆次、长子训导。1844年，考中道光甲辰科进士，赐进士出身。次年四月，署理直隶永清知县。当时，永清县频频遭受蝗、旱等灾害，延彩冒暑率众捕蝗，积劳成疾。后虽又获任命为直隶博野（今河北省博野县）县令，但还未到任便病逝.

著有《简斋诗草》、《一艺堂文集》。